# Évêque des Îles

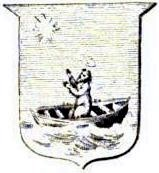
Blason du diocèse des Îles.

L’évêque des Îles ou évêque de Sodor est le chef ecclésiastique du diocèse de Sodor, un des treize évêchés médiévaux d'Écosse. L'évêché inclut les Hébrides et l'Île de Man, et est probablement un vestige de l'unité ecclésiastique qui s'y trouvait à l'époque d'Olaf, roi des Îles, et de l'évêque Wimund. Précédemment, il y eut de nombreux évêchés sur cette zone, comme ceux de Kingarth, Iona, Skye et Man. Il y en eut certainement de nombreux autres.

## Liste des évêques des Îles

### Jusqu'à la Réforme

#### Évêques des Îles et de Man
- 1134 – 1148 ou avant : Wimund
- 1148 ou avant – 1152 ou avant : Nicolas Ier
- (1151 x 1152) – (1152 x 1154) : Jean (Ier)
- 1154 – (1154 x 1166) : Gamaliel
- (1154 x 1166) – 1170 : Reginald (Ier)
- 1166 – (1170 x 1194) : Christian
- 1194 ou avant – 1203 : Michel
- (1203 x 1210) – 1217 : Nicholas (II)
- 1217 x 1226 : Reginald (II)
- (1217 x 1219) – 1224/1225 : Nicolas de Meaux (en)
- (1224 x 1226) – 1226 : Jean (II)
- 1226-1248 : Simon
- 1248 : Laurent (élu mais jamais confirmé)
- 1253-1275 : Richard (en)
- 1275 : Gilbert (élu mais jamais confirmé)
- 1275-1303 : Mark
- (1303 x 1305) – 1322 : Alan
- 1324 – (1326 x 1327) : Gilbert Maclellan
- 1327/1328 – (1328 x 1331) : Bernard de Kilwinning (en)
- 1331 : Cormac Cormacii (élu mais jamais confirmé)
- 1331-1348 : William Russell (en)
- 1349-1374 : William Russell (en)
- 1374 – 1387 : John Dongan (en)

#### Évêques des Îles (sans Man)
- 1387-1409 : Michael
- 1410 – vers 1421 : Richard Payl (en)
- 1422 : Michael Ochiltree (en) (nomination infructueuse)
- 1426 – (1437 x 1441) : Angus (Ier)
- 1441 – (1467 x 1472) : John Hectoris MacGilleon
- 1472 – (1479 x 1480) : Angus (II)
- 1487-1490 : John Campbell (Ier)
- 1510-1513 : George Hepburn (en)
- 1514-1532 : John Campbell (II) (jamais confirmé)
- 1528 – (1544 x 1546) : Ferchar MacEachan
- 1529 : James Stewart (nomination infructueuse)
- 1544 – (1552 x 1553) : Roderick MacLean (en)
- 1545-1546 : Roderick MacAllister (nommé par Donald Dubh)
- 1547 : John Hay
- 1547-1552 : Patrick Maclean
- 1554-1559 : Alexander Gordon (en)
- 1557 – (1560 x 1562) : John Campbell (II)

### Après la Réforme
- 1564 x 1565 : Patrick Maclean
- 1565-1572 : Séon Carsuel (en)
- 1567 : Lachlan Maclean (nommé en secret par Marie Stuart)
- 1572 – (1592 x 1594) : John Campbell (II)
- 1605 – 1618/1619 : Andrew Knox (en)
- 1619 – 1627/1628 : Thomas Knox (en)
- 1628-1633 : John Leslie (en)
- 1634-1638 : Neil Campbell (en)
- 1638-1660 : épiscopat aboli
- 1662-1669 : Robert Wallace (en)
- 1674-1676 : James Ramsay (en)
- 1678-1680 : Andrew Wood (en)
- 1680-1689 : Archibald Graham (en)